# Elaver kawitpaaia
Elaver kawitpaaia är en spindelart som först beskrevs av Alberto Barrion och James A. Litsinger 1995.  Elaver kawitpaaia ingår i släktet Elaver och familjen säckspindlar.
Artens utbredningsområde är Filippinerna. Inga underarter finns listade i Catalogue of Life.